# Going Seventeen
Going Seventeen – trzeci minialbum południowokoreańskiej grupy Seventeen, wydany 5 grudnia 2016 roku przez Pledis Entertainment i dystrybuowany przez LOEN Entertainment. Płytę promował singel „Boom Boom” (kor. 붐붐).
Minialbum ukazał się w trzech edycjach: „Make The Seventeen”, „Make It Happen” i „Make A Wish”. Sprzedał się w nakładzie 269 866 egzemplarzy w Korei Południowej (stan na grudzień 2017 r.).

## Lista utworów
| Nr | Tytuł                                                                          | Słowa                                         | Kompozycja                                      | Aranżacja                                | Czas |
| -- | ------------------------------------------------------------------------------ | --------------------------------------------- | ----------------------------------------------- | ---------------------------------------- | ---- |
| 1. | "Beautiful" (Mix Unit)                                                         | Woozi, S.Coups, Bumzu, Mingyu, Dino           | Woozi, Bumzu, Mingyu, Anchor                    | Bumzu                                    | 3:35 |
| 2. | "Boom Boom" (kor. 붐붐)                                                        | Woozi, S.Coups, Wonwoo, Mingyu, Vernon, Bumzu | Woozi, Bumzu                                    | Bumzu                                    | 3:27 |
| 3. | "Highlight" (Performance Team)                                                 | Bumzu, Hoshi, Jun, The 8, Dino, Lee Yoo-jung  | Bumzu, Hoshi                                    | Bumzu                                    | 3:46 |
| 4. | "Lean On Me" (kor. 기대 Gidae) (Hip-hop Team)                                  | Bumzu                                         | S.Coups, Wonwoo, Mingyu, Vernon, Bumzu          | Bumzu                                    | 3:24 |
| 5. | "Fast Pace" (kor. 빠른 걸음 Ppaleun Georeum)                                   | Woozi, S.Coups, Vernon, Hoshi                 | Woozi, Keeproots), Faschinating, Seo Jung-jin   | Keeproots, Faschinating, Seo Jung-jin    | 3:42 |
| 6. | "Don't Listen in Secret" (kor. 몰래 듣지 마요 Mollae Deudji Mayo) (Vocal Team) | Woozi                                         | Woozi, Dong Ne-hyeong, Won Young-heon           | Dong Ne-hyeong, Won Young-heon, Yama Art | 3:57 |
| 7. | "I Don't Know" (kor. 글쎄 Geulsse) (Mix Unit)                                  | Woozi, S.Coups, Vernon                        | Woozi, Lissie                                   | Lissie                                   | 3:51 |
| 8. | "Smile Flower" (kor. 웃음꽃 Useumkkoch)                                        | Woozi                                         | Woozi, Dong Ne-hyeong, Won Young-heon, Yama Art | Dong Ne-hyeong, Won Young-heon, Yama Art | 3:51 |

## Notowania
| Lista                     | Pozycja |
| ------------------------- | ------- |
| Gaon Weekly Album Chart   | 1       |
| Gaon Monthly Album Chart  | 2       |
| Gaon Yearly Album Chart   | 11      |
| Oricon Weekly Album Chart | 4       |
| Billboard World Albums    | 3       |
| Five Music (Tajwan)       | 1       |